# Die sieben letzten Worte unseres Erlösers am Kreuze

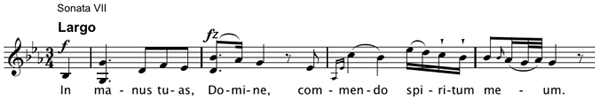
Eerste maten van Sonata VII uit Die Sieben letzten Worte unseres Erlösers am Kreuze (strijkkwartetversie) van Joseph Haydn

De zeven laatste woorden van Jezus Christus aan het kruis (Duits: Die sieben letzten Worte unseres Erlösers am Kreuze) is een compositie van Joseph Haydn die in een aantal verschillende gedaantes bestaat.

## Beschrijving en geschiedenis van het werk
Oorspronkelijk is het een orkestwerk dat bestaat uit een inleiding, 7 langzame sonata’s, in feite symfonische bewegingen, gebaseerd op Jezus’ zeven laatste woorden aan het kruis, en een afsluitend Presto (Il Terremoto). Het werd geschreven in opdracht van Don José Sáenz de Santa María, marqués de Valde-Íñigo, een mecenas die de decoratie van de Santa Cueva-grot onder de Santo Rosario-kerk te Cádiz (Spanje) bekostigd had. Het was bedoeld voor de bijzondere liturgische dienst die ieder jaar op Goede Vrijdag in die grot gehouden werd. Haydn beschrijft die dienst, en dus zijn opdracht, als volgt:
"De muren, ramen en pilaren van de kerk waren in zwart gedrapeerd, en slechts één grote lamp in het midden verlichtte de heilige duisternis. Om 12.00 uur ’s middags werden alle deuren gesloten en begon de muziek. Na een toepasselijke prelude beklom de bisschop de kansel, sprak een van de zeven woorden en gaf er dan een meditatie over. Als die beëindigd was, kwam hij naar beneden en viel knielend voor het altaar neer. Deze tijd werd gevuld door muziek. De bisschop besteeg weer de kansel en verliet hem dan, een tweede, derde keer, enzovoort, en orkest speelde iedere keer aan het eind van zijn preek. Ik moest met deze situatie rekening houden in mijn muziek.”
Het werk werd voor het eerst gepubliceerd door Artaria in Wenen in 1787. Wanneer het precies werd geschreven en zelfs wanneer het voor het eerst in Cádiz is uitgevoerd, staat niet vast; meestal veronderstelt men 1786.
De structuur van het werk is als volgt:
- Intrada (L'Introduzione I), Maestoso e adagio, bedoeld als "toepasselijke prelude"
- Sonata I, Largo. "Pater, dimitte illis, non enim sciunt quid faciunt" (Lucas 23:34)
- Sonata II, Grave e cantabile. "Amen dico tibi: Hodie mecum eris in paradiso" (Lucas 23:43)
- Sonata III, Grave. "Mulier, ecce filius tuus ... Ecce mater tua" (Johannes 19:26-27)
- Sonata IV, Largo. "Deus meus, Deus meus, ut quid dereliquisti me?" (Mattheus 27:46, Marcus 15:34)
- Introduzione II
- Sonata V, Adagio. "Sitio" (Johannes 19:28)
- Sonata VI, Lento. "Consummatum est!" (Johannes 19:30)
- Sonata VII, Largo. "Pater, in manus tuas commendo spiritum meum" (Lucas 23:46)[3]
- Il Terremoto, Presto e con tutta la forza, "aardbeving, snel en met alle beschikbare kracht", een stuk dat de aardbeving direct na Jezus' overlijden uitbeeldt (naar Mattheus 27:51vv.).

## De verschillende versies
Het werk is oorspronkelijk gecomponeerd voor een klassiek symfonieorkest. Voor zover we uit Haydns correspondentie kunnen opmaken, bevatte de oorspronkelijke versie alleen de inleiding en de zeven trage bewegingen; niet de Introduzione tussen nummers 4 en 5 noch de aardbeving aan het einde.
De versie voor strijkkwartet (eveneens gepubliceerd in 1787) bevat de aardbeving wel. Deze versie wordt niet door alle musicologen als authentiek erkend, want ze is soms wat onhandig, iets dat van de grootmeester van het strijkkwartet die Haydn was, niet waarschijnlijk is.
Ook de versie voor piano dateert van 1787. Ze is zeker niet van Haydn zelf, maar Haydn was er wel uiterst tevreden over; zo tevreden zelfs, dat hij zijn uitgever Artaria een aantal exemplaren vroeg om ze mee te nemen toen hij voor de tweede keer naar Londen vertrok.
De versie voor koor heeft een ietwat ingewikkelde geschiedenis, die begint in 1794, toen Haydn, terug van zijn tweede Engelandreis, via Passau naar huis ging. Daar hoorde hij een versie voor koor, gemaakt door de plaatselijke Domkapellmeister Joseph Friebert. Haydn vond een koorversie een goed idee op zich, maar dacht dat hij zelf een betere kon maken. Hij liet zich de partituur bezorgen en, terug in Wenen, zette hij zich aan het werk. Hij deed daarbij ook een beroep op zijn vriend Baron van Swieten, die de verzen van Friebert wat fatsoeneerde. Naast vele kleine ingrepen in Frieberts bewerking (waarvan hij meer en meer afweek naargelang het werk vorderde) zijn er twee grotere ingrepen: hij zette de woorden van Christus aan het begin van elk deel vierstemmig voor koor (bij Friebert waren het recitatieven begeleid door het orkest) en hij voegde een “Introduzione II” in tussen sonates 4 en 5.

## Geselecteerde discografie
- oorspronkelijke orkestversie:
  - Orchestra da Camera di Padova e del Veneto o.l.v. Paul Angerer (Claves)
  - Le Concert des Nations, o.l.v. Jordi Savall (Naïve)
  - Orkest van de 18e Eeuw, o.l.v. Frans Brüggen (Glossa)
  - Ensemble Resonanz, o.l.v. Riccardo Minasi (Harmonia Mundi)
- versie met koor:
  - Concentus Musicus Wien & Arnold Schönberg Chor; Inga Nielsen, sopraan; Margaretha Hintermeier, alt; Anthony Rolfe-Johnson, tenor & Robert Holl, bas; o.l.v. Nikolaus Harnoncourt (Teldec)
  - Württembergisches Kammerorchester & Kammerchor Stuttgart; Inga Nielsen, sopraan; Gabriele Schreckenbach, alt; Martyn Hill, tenor; Matthias Hölle, bas; o.l.v. Frieder Bernius (Hänssler)
  - Kurpfälzisches Kammerorchester Mannheim & Nordic Chamber Choir; Petra Labitzke, sopraan; Gabriele Wunderer, alt; Daniel Sans, tenor; Christoph Fischesser, bas; o.l.v. Nicol Matt (Brilliant)
- versie voor strijkkwartet:
  - Amadeus Kwartet (DGG)
  - Quatuor Mosaïques (Naïve)
  - Quatuor Terpsicordes (Ricercar)
  - Gidon Kremer, Kathrin Tabus, Gérard Caussé, Ko Iwasaki (Philips)
  - Leipziger Streichquartett (MDG)
  - Matangi Quartet (Matangi Music)
- versie voor klavier:
  - Yaara Tal, piano (Sony)
  - John McCabe, piano (Decca)
  - Jan Michiels, piano (Eufoda)
  - Ronald Brautigam, fortepiano (BIS)
  - Jos Van Immerseel, fortepiano (Challenge)
  - Bart van Oort, fortepiano (Brilliant)